# Hot Dogs (Jugendbuch)
Hot Dogs ist eine Jugendbuchserie für 9- bis 14-jährige Kinder von Thomas Brezina, die von Betina Gotzen-Beek illustriert wird und seit 2004 beim Schneider-Egmont Verlag erscheint. Die Hauptrolle spielen vier Freunde: Robbi und Mäx sind Brüder, Conrad, der „Baron“, ist ein etwas eigenwilliger Typ, der immer Anzug und Krawatte trägt, und Jian-Dong ist ein lustiger Kerl chinesischer Herkunft. Die vier Agenten der AAA (Agentur zum Aufspüren Außerirdischer) finden ein Handy und bekommen von nun an über dieses Videohandy geheimnisvolle Aufträge von einem gewissen „Popcorn“. Der spontan entstandene Deckname der Jungen ist Hot Dogs, weil ihnen in dem Augenblick, als sie das Handy finden, ein Hot-Dog-Lieferwagen ins Auge fällt.

## Bände
- Schwestern und andere Außerirdische. SchneiderBuch 2004, ISBN 3-505-11964-4.
- Gute Noten sind gefährlich. SchneiderBuch 2004, ISBN 3-505-11965-2.
- Zimmer aufräumen verboten. SchneiderBuch 2004, ISBN 3-505-11966-0.
- Voll verrückte Ferien. SchneiderBuch 2004, ISBN 3-505-12034-0.
- Geheimsache fliegendes Furzkissen. SchneiderBuch 2005, ISBN 3-505-12120-7.
- Der Hausaufgabenhai. SchneiderBuch 2005, ISBN 3-505-12202-5.
- Der wildeste Witz der Welt. SchneiderBuch 2005, ISBN 3-505-12238-6.
- Die Lehrer-Fernsteuerung. SchneiderBuch 2007, ISBN 3-505-12285-8.